# 223 (số)
223 (hai trăm hai mươi ba) là một số tự nhiên ngay sau 222 và ngay trước 224.